# 香港女童軍總會
香港女童軍總會（英語：Hong Kong Girl Guides Association，簡稱：HKGGA）是香港的女童軍組織， 亦是世界女童軍協會的其中一個會員機構。

## 歷史
香港第一隊女童軍於1916年在維多利亞英童學校成立，其後於1919年以女童軍倫敦協會分會名義成立香港女童軍協會。1978年世界女童軍總會舉行第23屆世界會議，並通過香港為附屬會員，香港女童軍總會隨即棄用英國會章，並另設計新徽號。1981年世界女童軍總會正式接納香港為正式會員，正名為香港女童軍總會。
世界女童軍總會於2014年7月5至9日歷史性首次在香港富豪機場酒店舉辦「第35屆世界女童軍總會世界會議」，全球一百四十五個會員機構中，有一百一十二個派出女童軍來港，參與人數比上屆多。

## 架構
| 會長 - 梁唐青儀 副會長 - 陳曦齡醫生 - 陳明耀 - 邱吳惠平，BBS - 蔡關頴琴，BBS，MH，JP - 蔡李惠莉博士，BBS - 馮沈乃琪 - 何超瓊，SBS，JP - 郭羅桂珍博士，BBS，JP - 郭梁潔芹 - 梁王培芳博士，GBS，OBE，JP - 邊陳之娟博士爵士，BBS，JP - 孫鍾小芬，JP - 戴胡美容博士 - 鄧宣宏雁 - 唐尤淑圻博士，JP - 王嚴君琴，SBS - 王賜豪醫生，SBS，JP - 阮偉文博士 | 香港總監 - 李細燕，BBS，JP 義務司庫 - 蕭詠恩 義務秘書 - 馮慧珠 國際事務總監 - 吳慧妍 香港副總監 - 鍾思韻（地域發展） - 馮詠敏（內地聯繫） - 馮詠詩（活動策劃及程序） - 劉慕妍（訓練） - 楊巧蓮（會員發展事務） | 香港助理總監 - 陳婕妤（國際事務） - 黃淑霞（港島地域） - 鄭慧儀（九龍地域） - 霍麗逑（新界西北地域） - 趙妙嬋（新界東南及離島地域） - 周綺雲（地域聯繫） - 周靜嫻（活動策劃及程序） - 黃心怡（活動策劃及程序） - 馮志紅（訓練） - 黃惠儀（訓練） - 陳楚瑩（會員發展事務） - 譚惠興（會員發展事務） - 胡悅韻（資訊科技） |

### 香港會長
香港女童軍總會會長一直由港督或特首夫人擔任，根據會章，若無特首夫人，或特首夫人不擔任，則可提名一人擔任，無性別限制。

### 歷屆香港總監
| 任數                                 | 姓名                                       | 年期               |
| ------------------------------------ | ------------------------------------------ | ------------------ |
| 香港女童軍協會倫敦協會分會           |                                            |                    |
| 1                                    | 司徒拔爵士夫人（Lady Stubbs）              | 1920-1925年        |
| 2                                    | 修頓爵士夫人，OBE（Lady Southorn）         | 1926-1936年        |
| 3                                    | 京夫人（Mrs T H King）                     | 1936-1940年        |
| 4                                    | 北威爾（Miss W Buckwell）                  | 1940-1941年        |
| 5                                    | 李惠妍                                     | 1945-1946年        |
| 6                                    | 夏諾士夫人（G A C Herklots）               | 1945-1946年        |
| 7                                    | 蘭杜夫人（Mrs D Landale）                  | 1948-1951年        |
| 8                                    | 奧雲曉士夫人（Mrs H Owen Hughes）          | 1951-1958年        |
| 9                                    | 荷頓夫人（Mrs A Hooton）                   | 1958-1961年        |
| 10                                   | 史德普夫人（Mrs A J Staple）               | 1961-1966年        |
| 11                                   | 史提芬夫人（Mrs F W Stephens）             | 1966-1968年        |
| 12                                   | 海涵夫人（Mrs S A Hill）                   | 1968-1972年        |
| 13                                   | 瑪嘉烈高登夫人（Mrs M P Gordon）           | 1972-1978年        |
| 香港女童軍總會世界女童軍協會附屬會員 |                                            |                    |
| 14                                   | 瑪嘉烈高登夫人（Mrs M P Gordon）           | 1978-1980年        |
| 15                                   | 梁焯鏗夫人（梁王培芳）                     | 1980-1981年（8月） |
| 香港女童軍總會                       |                                            |                    |
| 16                                   | 梁焯鏗夫人（梁王培芳）                     | 1981-1983年（5月） |
| 17                                   | 鍾逸傑爵士夫人（鍾紫燕，Lady Akers-Jones） | 1983-1994年        |
| 18                                   | 孫明揚夫人（孫鍾小芬）                     | 1994-1998年        |
| 19                                   | 呂孝端夫人（呂蘇綺麗）                     | 1998-2003年        |
| 20                                   | 李雨川夫人（李張慧美）                     | 2003-2008年        |
| 21                                   | 邊陳之娟                                   | 2008-2011年        |
| 22                                   | 彭徐美雲                                   | 2011-2014年        |
| 23                                   | 何何超鳳                                   | 2014-2015年        |
| 24                                   | 李周美枝                                   | 2015-2021年        |
| 25                                   | 李細燕                                     | 2021-2024年        |

## 總會總部

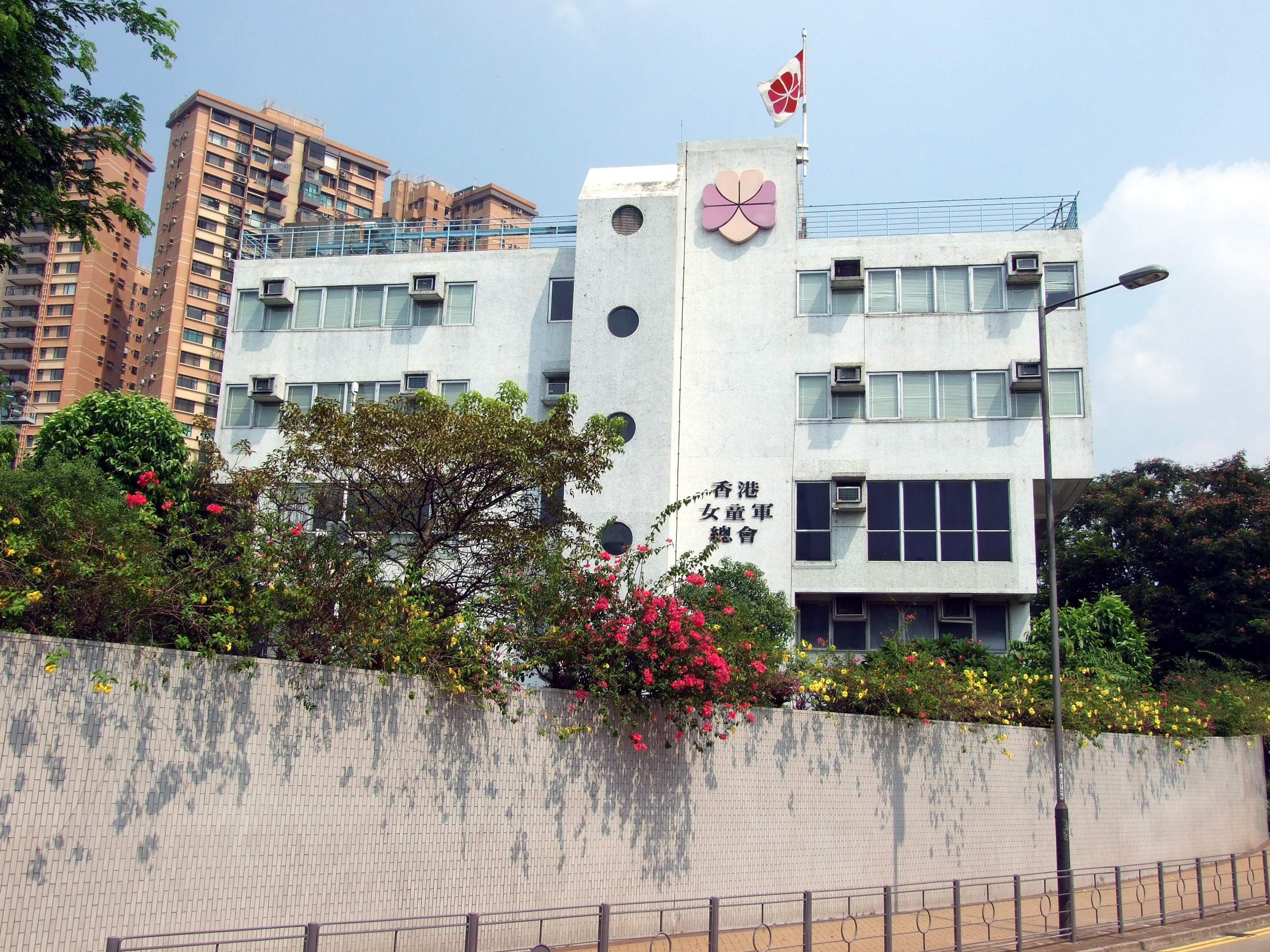
香港女童軍總會總部

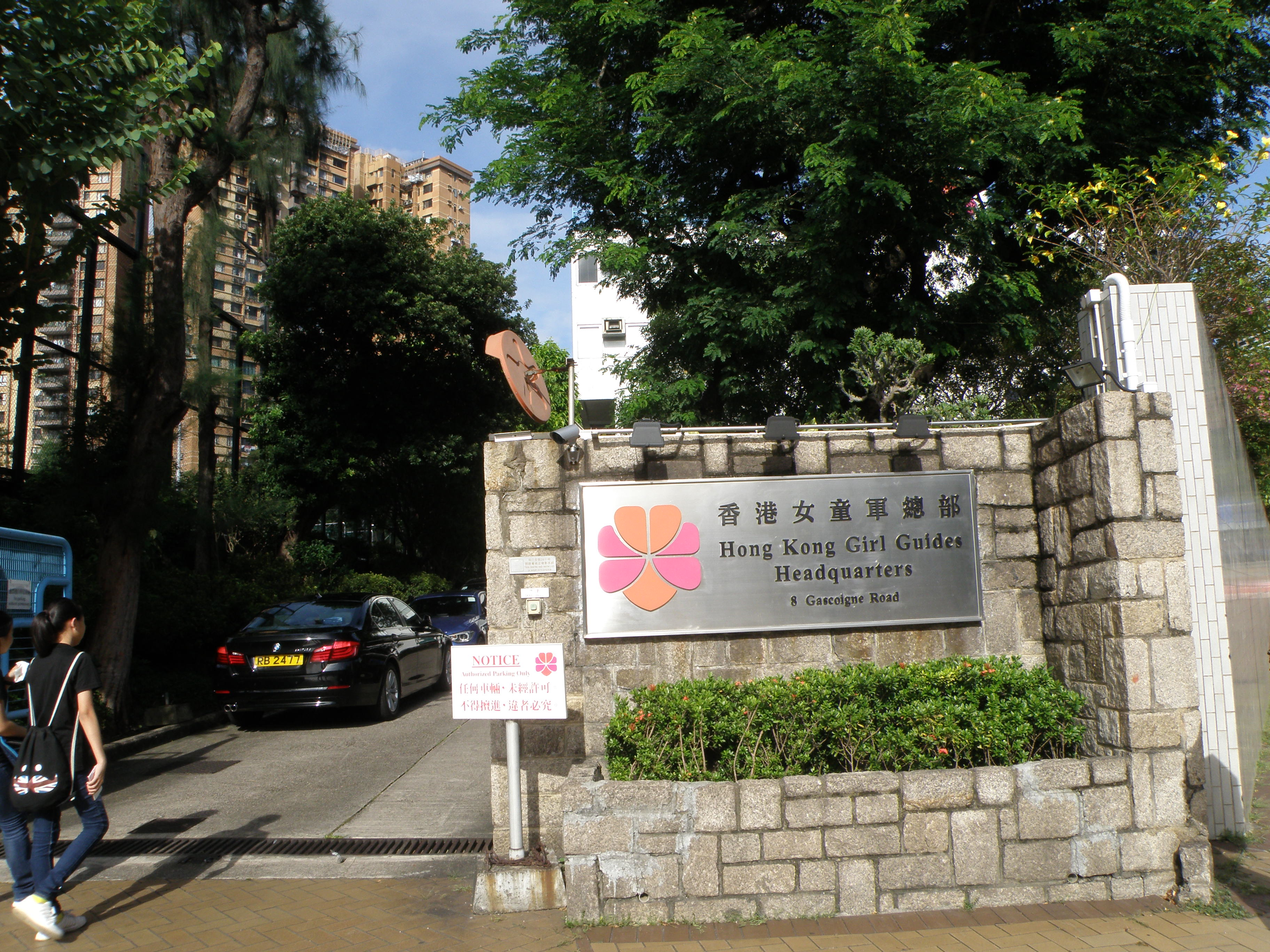
香港女童軍總會總部門牌

香港女童軍總會總部大廈位於京士柏加士居道及衛理道交界，設有活動室、展覽廳及禮堂。

## 地域總部
| 香港女童軍總會港島東區 筲箕灣分區 北角分區 銅鑼灣分區 跑馬地分區 灣仔分區 柴灣分區 香港女童軍總會港島西區 香港仔分區 薄扶林分區 中區分區 堅尼地城分區 香港女童軍總會洋紫荊區 (英語隊伍) (Bauhinia, English-speaking units) 大紅花分區 (Hibiscus) 榆林分區 (Woodland) 牡丹花分區 (Peony) | 香港女童軍總會觀塘區 九龍灣分區 牛頭角分區 順利分區 秀茂坪分區 油塘分區 香港女童軍總會黃大仙區 彩雲分區 樂富分區 新蒲崗分區 慈雲山分區 將軍澳南分區 將軍澳北分區 香港女童軍總會油尖旺區 油尖分區 京士柏分區 大角咀分區 香港女童軍總會九龍城區 紅磡分區 何文田分區 九龍仔分區 香港女童軍總會深水埗區 大坑東分區 長沙灣分區 石硤尾分區 | 香港女童軍新界東區 沙田東分區 沙田西分區 沙田北分區 馬鞍山分區 香港女童軍總會新界南區 葵涌南分區 葵涌北分區 荃灣南分區 荃灣北分區 青衣分區 香港女童軍總會新界北區 大埔南分區 大埔北分區 上水分區 粉嶺分區 香港女童軍元朗區 元朗東分區 元朗中分區 元朗西分區 天水圍東分區 天水圍西分區 天水圍北分區 香港女童軍總會屯門區 屯門東分區 屯門南分區 屯門西分區 屯門北分區 香港女童軍總會離島區 大嶼山分區 長洲分區 |

## 營地及活動中心
香港女童軍興趣章訓練中心

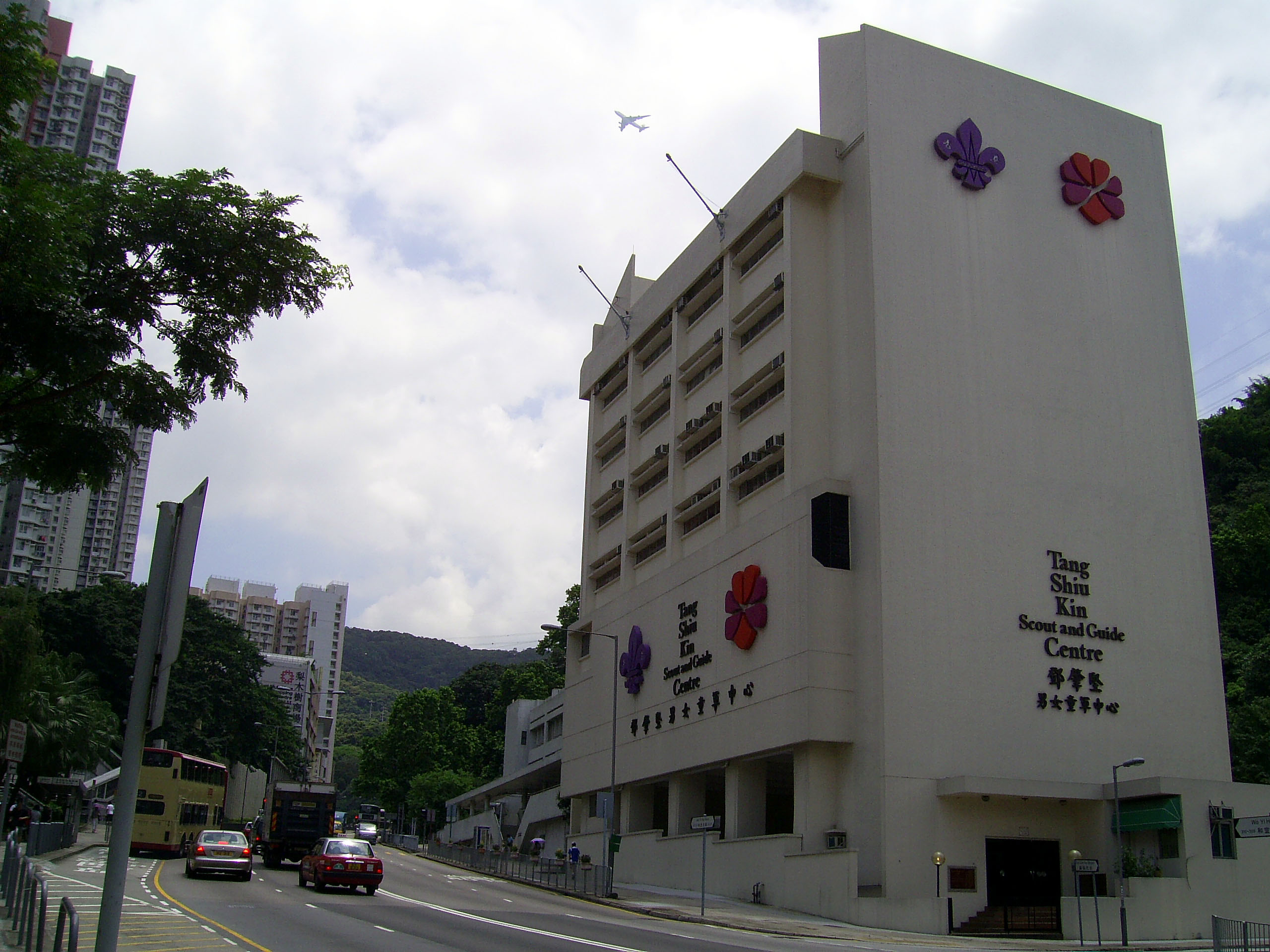
鄧肇堅男女童軍中心

位於葵涌和宜合道鄧肇堅男女童軍中心內，是為配合女童軍進行8項綱領的訓練而設立。設有活動室、美術工藝室、體能健身室、家政室/小型講室及廚藝中心。
香港女童軍-港島中心
位於筲箕灣愛東邨，為港島地域的隊伍及領袖提供一個活動、訓練場地、物資借用及讓公眾人士索取有關女童軍活動資料的地方。設有多用途禮堂及會議室。
賽馬會碧溪莊
位於上水古洞，佔地2,850平方米，設有禮堂、餐廳、樂怡閣、活動室、燒烤場、羽毛球場及30間雙人房連浴室。於1999年獲得香港賽馬會慈善信託基金撥款重建，重新命名為「香港女童軍總會賽馬會碧溪莊」。
香港女童軍-元朗康樂中心
落於元朗屏山，設有大禮堂、活動室、戶外活動場地（包括籃球、羽毛球、燒烤爐）、團體房及家庭房。
新德倫山莊營地
落於跑馬地黃泥涌峽道，設有戶外活動場地（包括羽毛球、燒烤爐及繩網設施）、大禮堂及2間團體房。
鍾紫燕渡假營中心 (已關閉)
位於屯門青山公路，設有大禮堂、活動室、戶外活動場地（包括羽毛球、燒烤爐及營火）及團體營舍。
香港女童軍-博康營地
位於沙田博康邨後山，設有小禮堂、戶外活動場地（包括羽毛球、燒烤爐及營火）、射箭場、中央廚房、浴室及洗手間，可供100人作日營活動之用。
梁省德海上活動訓練中心
位於大埔大尾篤船灣淡水湖側，設有講室、燒烤爐及男女浴室，供旅行日營、水上活動訓練及消閒渡假。

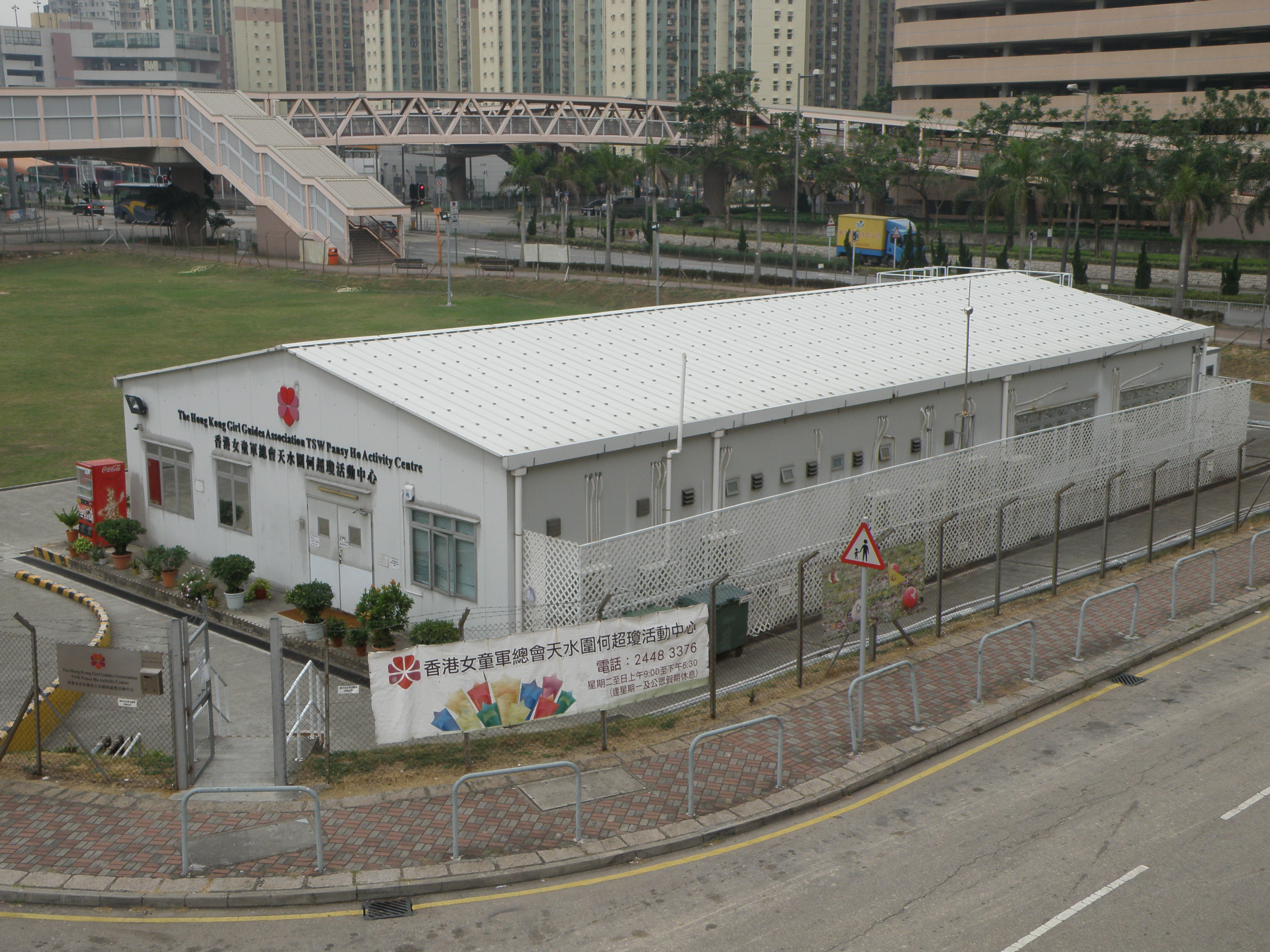
天水圍何超瓊活動中心
位於新界天水圍天暉路2號﹙香島中學前面，鄰近輕鐵天富站﹚，主要服務對象為天水圍區內的兒童、青少年、婦女及其家庭，設有多用途禮堂、活動室、戶外草地等。
新界西中心
位於元朗天水圍天晴村第三期，中心設立的主要目的是為新界西北地域的總監、領袖及隊伍，提供一個設備完善的開會、訓練及活動場地，同時亦方便地區公眾人士索取有關女童軍的活動資料。

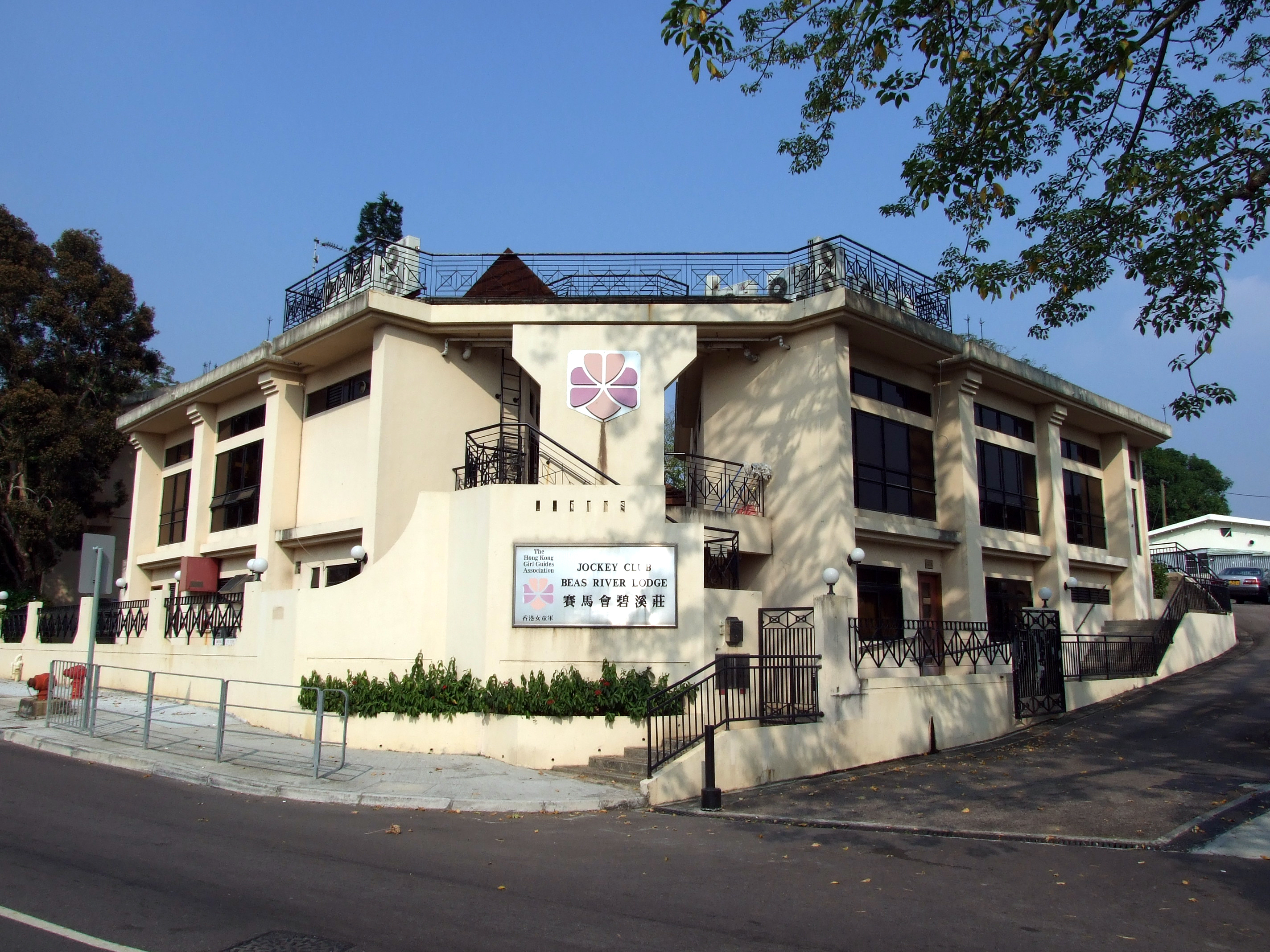
賽馬會碧溪莊
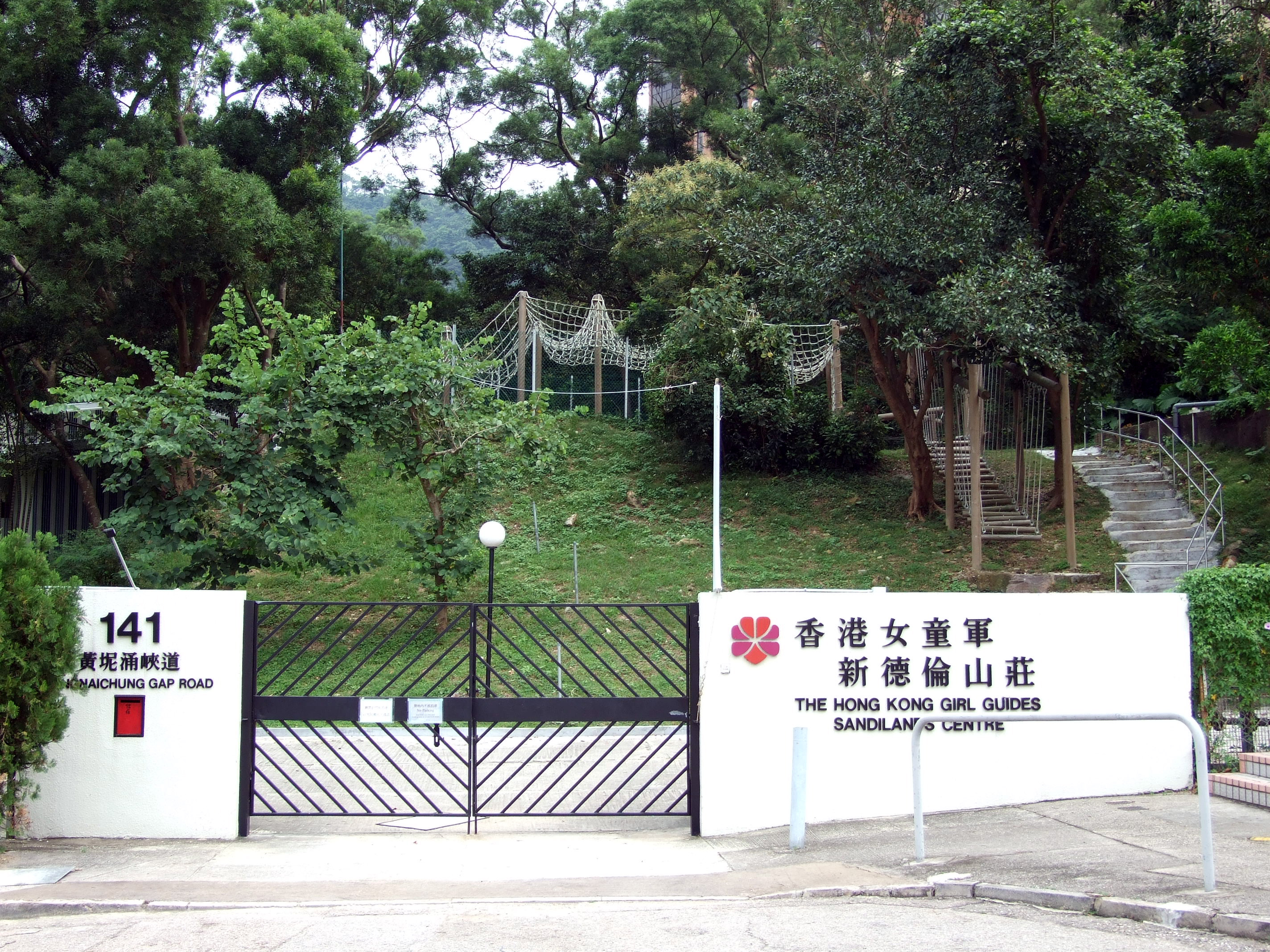
新德倫山莊營地
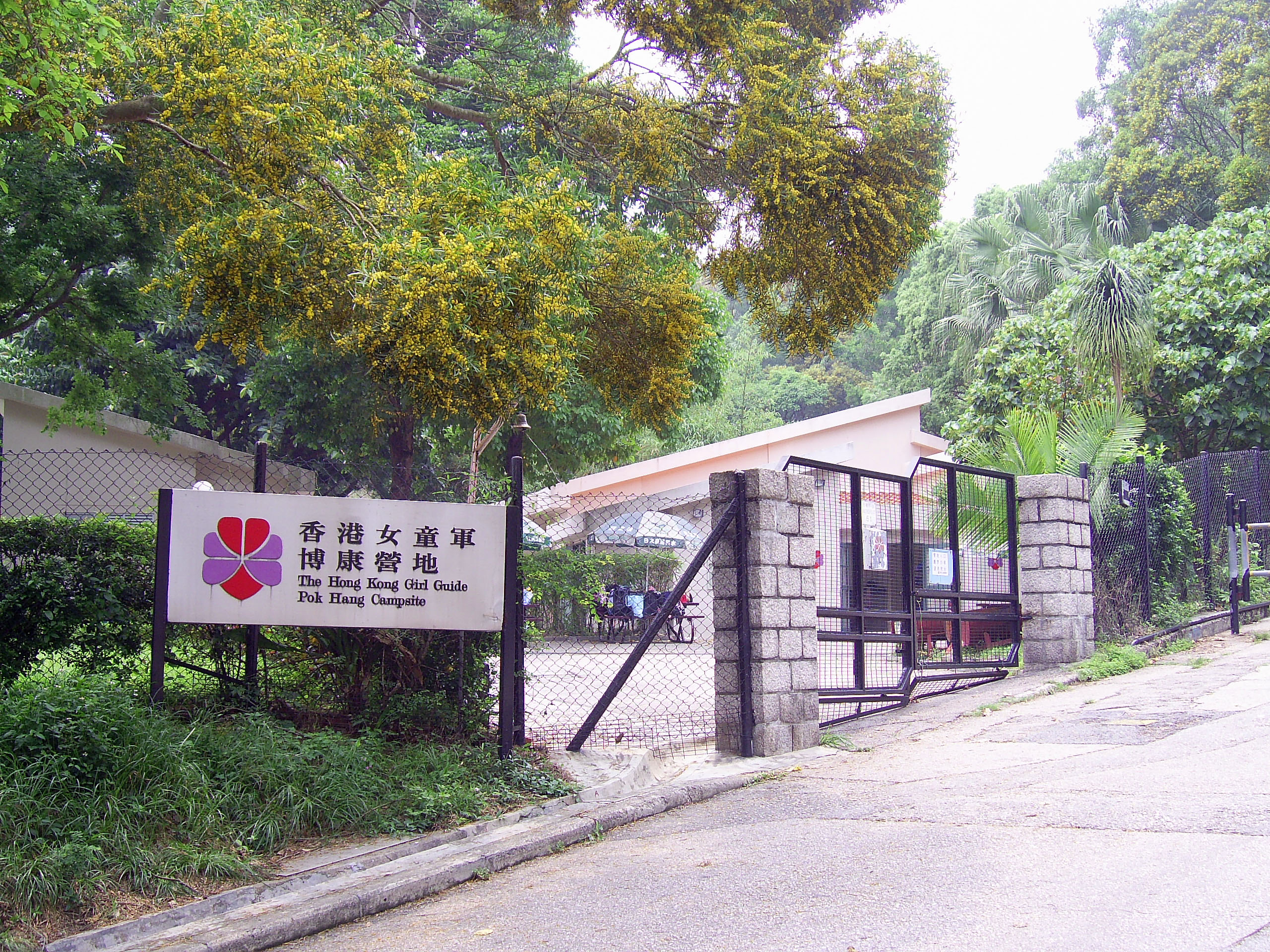
博康營地

## 組別
快樂小蜜蜂（4-6歲）
對象以就讀幼稚園中班及高班的男女兒童為主。
小女童軍（6-12歲）
小女童軍的年齡介乎六至十二歲，訓練活動是環繞著八項綱領主題包括：竭盡所能、享受戶外樂趣、幫助料理家務、要有表現、保持健康、幫助別人、提高警覺、對人友善，這『八項綱領』訓練，使小女童軍可以從各項活動中學習及分享，發展多種技能和建立自信心，裝備自己，迎接未來。
女童軍（10-18歲）
女童軍組的年齡介乎十至十八歲，訓練活動是環繞著學習與人相處、履行女童軍規律、保持身心健康、探討藝術、培養獨立思考能力、學習家務技能、享受戶外樂趣、服務社會這『八項綱領』，使女童軍可以從各項活動中學習及分享，發展多種技能和建立自信心，裝備自己，迎接未來。
深資女童軍（15-23歲）
深資女童軍總共分為三種類別：深資女童軍、深資海女童軍 及 深資航空女童軍。
- 深資女童軍
- 深資海女童軍
- 深資航空女童軍

樂齡女童軍（55歲或以上）
樂齡女童軍是特別為55歲以上的女性長者而設立的，目的是使長者重拾年青時錯失參加女童軍的機會，在退休後仍可以發揮所長，積極投入社群，分享生活經驗。樂齡女童軍活動是以八項綱領為依歸，鼓勵她們接受新嘗試，學習新技能。每星期的集會，透過領隊安排及策劃各式各樣的活動，包括服務、旅行、探訪、工藝和家務技能等，形式將按照參加者的能力而靈活安排。此外，年長者透過組織和參與，在自我及社群方面充分發揮良好公民的責任。
領袖（21歲或以上）
凡年滿21歲或以上的女性，有志為女童軍運動服務，發展潛能、建立領導才能及培育青少年成為有責任感的良好公民，並願意接受總會提供的領袖訓練課程，瞭解女童軍運動的目的、宗旨及方法，歡迎宣誓成為女童軍領袖。

## 獎章
小女童軍:

榮譽小棕仙獎章 (Super Brownie Award)

＊小女童軍須在十二歲生日前完成評核才可獲發榮譽小棕仙獎章

女童軍:

香港總監榮譽女童軍獎章 (Chief Commissioner's Guide Award)

＊女童軍須在十八歲生日前完成評核才可獲發香港總監榮譽女童軍獎章

紫燕榮譽女童軍獎章 (Lady Jane's Guide Award)

＊女童軍須在十八歲生日前完成評核才可獲發紫燕榮譽女童軍獎章

深資女童軍:

深資女童軍榮譽獎章 (Ranger Bauhinia Badge Award)

＊深資女童軍則須在二十三歲生日前完成評核才可獲發深資女童軍榮譽獎章

以上皆為該組別女童軍之最高榮譽，在2019年之前，各項獎章在每年的女童軍週年大會操頒發。2019年起，各項獎章將在每年舉辦的女童軍頒獎典禮上頒發。

## 外部連結
- 香港女童軍總會 （页面存档备份，存于）